# 2-я Семёновская улица
2-я Семёновская улица — улица в Приморском районе Санкт-Петербурга, в историческом районе Озерки. Проходит от Озерковского проспекта (фактически — от Северной линии детской железной дороги) до Ново-Орловского парка.

## История
Название известно с 1920-е годов. Происхождение названия точно не установлено, видимо, от фамилии домовладельца, а номер появился, поскольку Семёновская улица в Озерках, по другую сторону железной дороги, уже была.

## Транспорт
Ближайшая ко 2-й Семёновской улице станция метро — «Озерки» 2-й (Московско-Петроградской) линии.
Движение наземного общественного транспорта по улице отсутствует.